# Liste der Monuments historiques in Bouranton
Die Liste der Monuments historiques in Bouranton führt die Monuments historiques in der französischen Gemeinde Bouranton auf.

## Liste der Objekte
| Bezeichnung                   | Beschreibung | Standort                                | Kennzeichnung | Schutzstatus | Datum | Bild |
| ----------------------------- | --- | --------------------------------------- | ------------- | ------------ | ----- | ---- |
| Linker Seitenaltar            | Altartisch und Retabel; Eichenholz, farbig gefasst, 18. Jahrhundert                                                   | in der Kirche St-Pierre-ès-Liens (Lage) | PM10004943    | Inscrit      | 1975  |      |
| Skulptur Madonna mit Kind     | Kalkstein, farbig gefasst, 14. Jahrhundert                                                                            | in der Kirche St-Pierre-ès-Liens (Lage) | PM10000307    | Classé       | 1913  |      |
| Glocke                        | Bronze, 1578 gegossen                                                                                                 | in der Kirche St-Pierre-ès-Liens (Lage) | PM10000310    | Classé       | 1913  |      |
| Kanzel                        | Eichenholz, bezeichnet 1789                                                                                           | in der Kirche St-Pierre-ès-Liens (Lage) | PM10004399    | Inscrit      | 1975  |      |
| Bodenfliesen                  | aus dem 16. Jahrhundert; im Collège Amadis Jamyn in Chaource deponiert                                                | in der Kirche St-Pierre-ès-Liens (Lage) | PM10004401    | Inscrit      | 1975  |      |
| Skulptur Heiliger Eligius     | Kalkstein, farbig gefasst, 16. Jahrhundert                                                                            | in der Kirche St-Pierre-ès-Liens (Lage) | PM10000308    | Classé       | 1913  |      |
| Taufbecken                    | Kalkstein, 16. Jahrhundert                                                                                            | in der Kirche St-Pierre-ès-Liens (Lage) | PM10004397    | Inscrit      | 1975  |      |
| Prozessionsstab Petrus        | Holz, 17. und 19. Jahrhundert                                                                                         | in der Kirche St-Pierre-ès-Liens (Lage) | PM10004402    | Inscrit      | 1975  |      |
| Adlerpult                     | Eichenholz, vergoldet, 19. Jahrhundert                                                                                | in der Kirche St-Pierre-ès-Liens (Lage) | PM10004396    | Inscrit      | 1975  |      |
| Kirchenfenster                | aus dem 16. Jahrhundert                                                                                               | in der Kirche St-Pierre-ès-Liens (Lage) | PM10000309    | Classé       | 1913  |      |
| Skulptur Petrus               | Kalkstein, farbig gefasst, Ende des 16. Jahrhunderts                                                                  | in der Kirche St-Pierre-ès-Liens (Lage) | PM10000311    | Classé       | 1976  |      |
| Wandvertäfelung des Chorraums | Eichenholz, 18. Jahrhundert                                                                                           | in der Kirche St-Pierre-ès-Liens (Lage) | PM10004395    | Inscrit      | 1975  |      |
| Kruzifix                      | Eichenholz, farbig gefasst, 17. Jahrhundert                                                                           | in der Kirche St-Pierre-ès-Liens (Lage) | PM10004400    | Inscrit      | 1975  |      |
| Hauptaltar                    | Altartisch, Altaraufbau, Tabernakel und Exposition; Eichenholz, farbig gefasst und vergoldet, 18. und 19. Jahrhundert | in der Kirche St-Pierre-ès-Liens (Lage) | PM10004398    | Inscrit      | 1975  |      |